# St. Theresia (Regensburg)

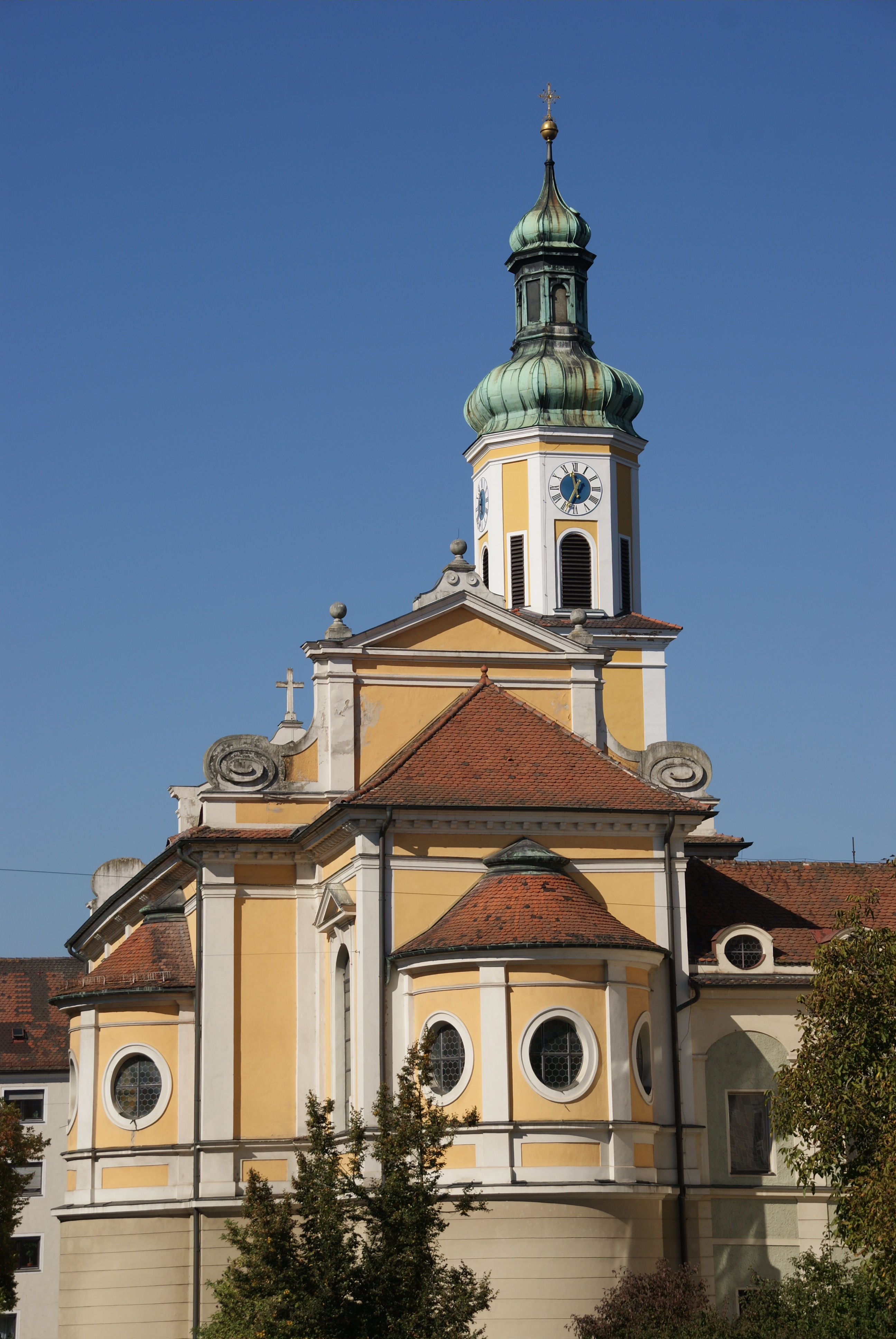
Die Kirche St. Theresia

St. Theresia, heute Theresia - Raum für Ideen ist ein Zentrum für Kultur und Begegnung in Regensburg. Das Gebäude war ursprünglich eine Klosterkirche der Unbeschuhten Karmeliten und später eine Nebenkirche der Pfarrkirche St. Wolfgang. Nach einer Nutzungsdauer von 125 Jahren hat der Karmelitenorden beschlossen, die Kirche und das dazugehörige Kloster zu veräußern. Die Anlage befindet sich mit dem zugehörigen früheren Kloster- und Seminargebäude an der Ecke Kumpfmühler Straße/Gutenbergstraße im Stadtteil Kumpfmühl. Der Turm gilt als Wahrzeichen des Ortes.

## Lage und Baugeschichte
Das ehemalige bayerische Dorf Kumpfmühl, ca. 1 km südlich der Altstadt von Regensburg wurde erst 1810 nach Regensburg eingemeindet und ist heute Bestandteil des Stadtbezirks 13 von Regensburg Kumpfmühl-Ziegetsdorf-Neuprüll. Ursprünglich gehörte das Dorf Kumpfmühl zu der ca. 2 km nördlich entfernten damaligen Parrei St. Rupert mit der Pfarrkirche St. Rupert, die dem Kloster Sankt Emmeram benachbart ist. Das hatte für die Kirchgänger aus Kumpfmühl beim Kirchgang weite Wege zur Folge. Deshalb erhielt ein Vorschlag des Priors vom Karmelitenkloster St. Josef am Alten Kornmarkt große Zustimmung. Er schlug vor auf dem großen Gartengelände im damaligen nordöstlichen Kumpfmühl, das die Karmelitenbrüder 1851 käuflich erworben hatten, nicht nur, wie ursprünglich geplant, einen Klosterbau mit Seminargebäude für den Ordensnachwuchs zu errichten, sondern zusätzlich auch eine neue Kirche St. Theresia zu erbauen. Der Bau von Kloster und Knaben-Seminargebäude östlich und nördlich der heutigen Kirche war recht bald abgeschlossen. Das Knabenseminar wurde 1975 aufgelöst. Das ehemalige Klostergebäude nördlich der Kirche wurde bis 1987 von den Karmeliten genutzt.
Den Auftrag zum Bau der Kirche erhielt der Architekt und Ministerialrat bei der Obersten Baubehörde in München, Philipp (von) Kremer. Sein Entwurf wurde von der Baubehörde mit Zustimmung der Ordensbrüder dahingehend geändert, einen Kirchbau in Anlehnung an die frühbarocke Mutterkirche, die Karmelitenkirche auf dem Alten Kornmarkt, zu erstellen. Die Bauausführung oblag dem Baugeschäft des Baumeisters Alois Janker. Nach dessen plötzlichen Tod übernahm das Baugeschäft Anton Mayer diese Aufgabe.
Nach der Grundsteinlegung im Mai 1899 entstand 1900 die heutige neubarocke Kirche mit einem 45 m hohen Kirchturm. Die Kirche steht, charakteristisch für Karmeliterkirchen, auf einem Podest, wodurch die Kirche erhöht wirkt. Im Garten des ehemaligen Klostergrundstücks befindet sich noch heute der großer Teich, der vom Vitusbach gespeist wird. Der Wasserzufluss verläuft unterirdisch aus südlicher Richtung von Karthaus-Prüll kommend, unterhalb des ehemaligen Seminargebäudes. Der Abfluss verlief früher in einer Steinrinne offen fließend, jetzt im überbauten ehemaligen Nutzgartenteil unterirdisch, bevor er dann über einen Düker, der die Bahngleise überwindet, nach Norden in das Gebiet der Altstadt geleitet, wo sich im Gartengelände vom Schloss Thurn und Taxis ein Teich bildet. Vor dem Bau der heutigen Bahnlinie floss das Wasser dort in der Senke.

## Nutzung als kulturelles Zentrum
Ein Gesellschafter der Immobilien Zentrum Unternehmensgruppe hat gemeinsam mit seiner Familie das historische Gebäude und das dazugehörige Klosterareal St. Theresia vom Karmelitenorden erworben. Die ehemalige Kirche wird nun als kulturelles Zentrum für den Stadtteil Kumpfmühl genutzt. Der neue Veranstaltungsort bietet Raum für kreative Ideen. Die umfangreiche Fläche von 340 Quadratmetern ermöglicht Veranstaltungen für bis zu 400 Personen.
Nach dem letzten Gottesdienst mit Profanierungszeremonie Ende Juli 2024 begann im August die Fassadensanierung, durch die dennoch der historische Charme des Gebäudes erhalten werden sollte. Ein Schweizer Architekt, der auf die Umgestaltung von profanierten Kirchen spezialisiert ist, arbeitet an den Plänen für die innere und äußere Neugestaltung. Die Sanierungsarbeiten am Kirchturm sowie an der Außenfassade sind seit August 2025 abgeschlossen.
Die Bandbreite der möglichen Nutzungen ist groß: Von kulturellen Veranstaltungen über Ausstellungen bis hin zu öffentlichen Events – die ehemalige Klosterkirche bietet zahlreiche Möglichkeiten. Die Vision ist es, einen Ort zu schaffen, der Kreativität und Gemeinschaft fördert.
Der Geschichts- und Kulturverein Regensburg-Kumpfmühl (GKVR) mit Vorsitzendem Dr. Rainer Girg unterstützt das Projekt und sieht darin eine Bereicherung für das gesamte Areal.

## Nutzung als Kirche

### Geschichte

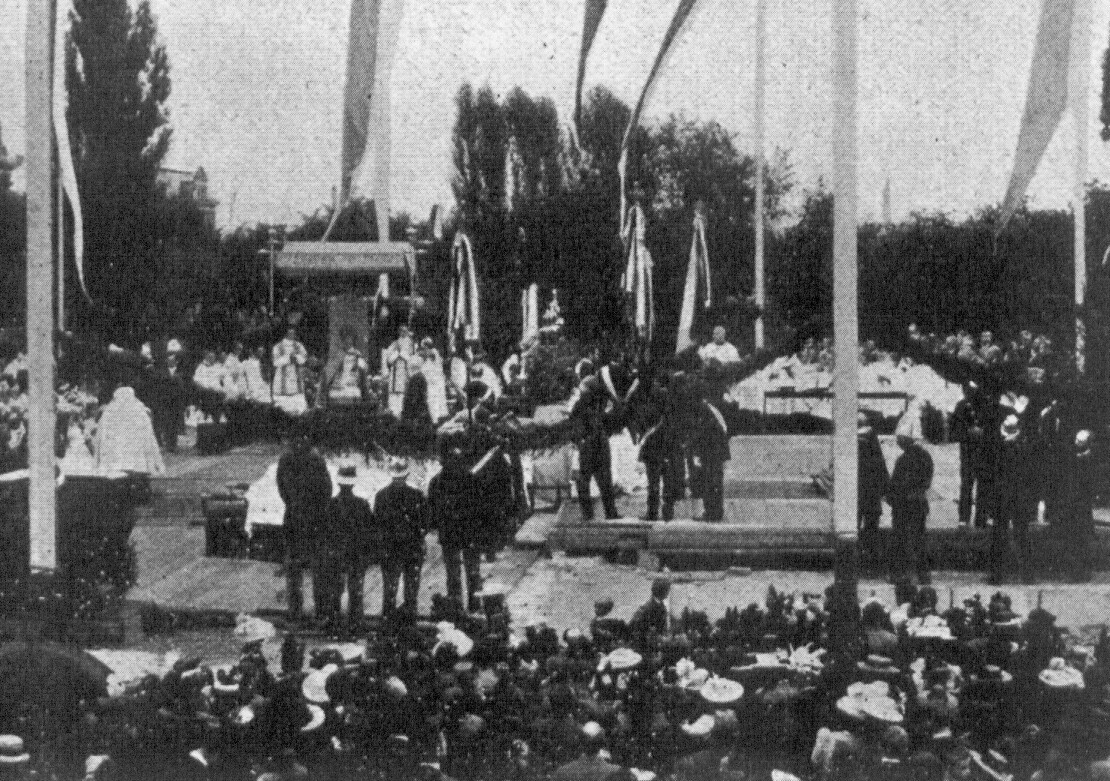
Grundsteinlegung 1899

Am 15. März 1899 wurden die Einwohner von Regensburg mit einem Artikel und einer Entwurfszeichnung auf der Titelseite des Regensburger Anzeigers über den geplanten Bau einer neuen Kirche in Kumpfmühl informiert. Nach einer, erstaunlich kurzen Bauzeit von nur einem Jahr wurde die Kirche am 27. August 1900 von Bischof Ignatius von Senestrey, der auch den Grundstein gelegt hatte, zu Ehren der hl. Theresia von Ávila geweiht. Es handelte sich um eine Saalkirche einen einschiffigen Gewölbebau in Formen der Neorenaissance mit eingezogenem Chor und kleinen Seitenabsidien. Der quadratische Turm geht über ins Achteck, wird von einer Kuppel mit Laterne geschlossen und ergibt in der verkehrsreichen Kumpfmühlerstraße einen malerischen Blickpunkt.
1902 wurden die Turmuhr und die Orgel installiert. Das Innere der Kirche war zunächst nur weiß getüncht. 1906 wurde der Bau des Seminargebäudes „Seminarium Theresianum“ begonnen. 1911 wurde der Kirchenmaler Johann Böckl aus Weichs beauftragt, eine reichhaltige Ausmalung im neobarocken Stil auszuführen, die im Jahr 1911 vollendet wurde. Diese ist im Zuge der kriegsbedingten Wiederherstellung ab 1948 bis auf die Deckengemälde komplett verloren gegangen. 1913 wurde der Hochaltar, gefertigt aus Kufsteiner Marmor vollendet und 1917 das Theresienbild angebracht. Die Vorhalle der Kirche wurde am 28. Dezember 1944 durch Bombentreffer total zerstört und die Westseite der Kirche stark beschädigt. Das Knabenseminar wurde beim Luftangriff am 16. April 1945 ein Opfer der Bomben. Bereits 1945 wurde die Kirche wieder instand gesetzt, die Vorhalle jedoch nicht mehr neu errichtet. Ab 1949 wurde die Kirche renoviert, um die Kriegsschäden so weit wie möglich zu beseitigen. Dabei erhielt die Raumschale eine vereinfachte Fassung. Erst 1956 konnten diese Arbeiten abgeschlossen werden. 1978 erfolgte eine umfangreiche Außenrenovierung, 1988 eine Innenrenovierung. Bei der damaligen Befundung konnten keine Reste der ursprünglichen Raumfassung gefunden werden.
Der Gebäudekomplex wurde im Oktober 2023 an einen Investor verkauft mit der Zusage auf weitere würdevolle Nutzung der Gebäude und der Kirche. Der letzte Gottesdienst und die Profanierung fand am 31. Juli 2024 statt. Zu dem Anlass fand ein Gottesdienst in Form eines Bußgottesdienstes statt. Dabei wurden ein kurzer geschichtlicher Rückblick gewährt und das Entwidmungsdekret des Bischofs verlesen. Danach wurde in einer Prozession das Allerheiligste in die Pfarrkirche übertragen.

### Ausstattung

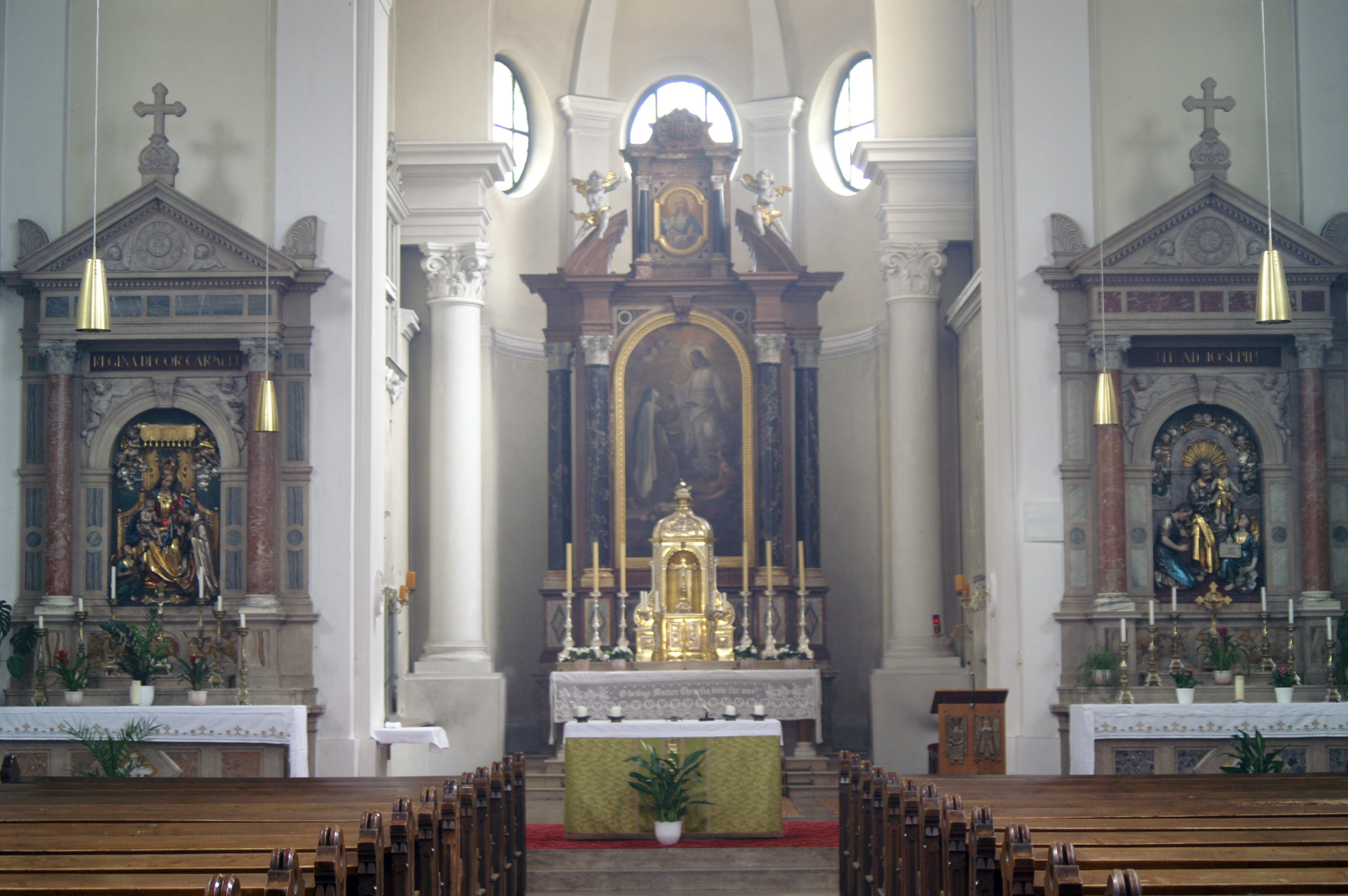
Innenraum

Das Retabel des Hochaltars zeigte ein Bild mit der Darstellung der hl. Theresia von Ávila, geschaffen 1931 von Martin von Feuerstein. Der rechte Seitenaltar war ein Josefs-Altar, der linke ein Karmel-Altar, auf dem Maria dem Ordensgeneral Johannes Soreth das Skapulier überreicht. Weitere Altäre waren der Herz-Jesu-Altar und der Johannes-Altar. Auf letzterem wurde in einer Vitrine das so genannte Prager Jesuskind aufbewahrt. Der Kreuzweg wurde von Max Schmalzl geschaffen. Die geschnitzte Kanzel aus Holz ist ein Werk der Stadtamhofer Bildhauer Loibl. Die drei Reliefs zeigten die Ordensheiligen Kyrill von Konstantinopel, Johannes vom Kreuz und Angelus. Die vier Deckenbilder Christusvision, Herzverwundung, Tod der Heiligen und Apotheose sind ein Werk des Regensburgers Josef Weiniger von 1912. Im Mittelgang, zwischen den vordersten Kirchenbänken befindet sich der Zugang zur ehemaligen Karmelitergruft, die Ende Juli 2024 von einem Bestatter geräumt wurde. Die sterblichen Überreste der dort gelegenen wurden kremiert und in der Gruft Karmelitenkirche in einer Sammelurne beigesetzt.

### Orgel

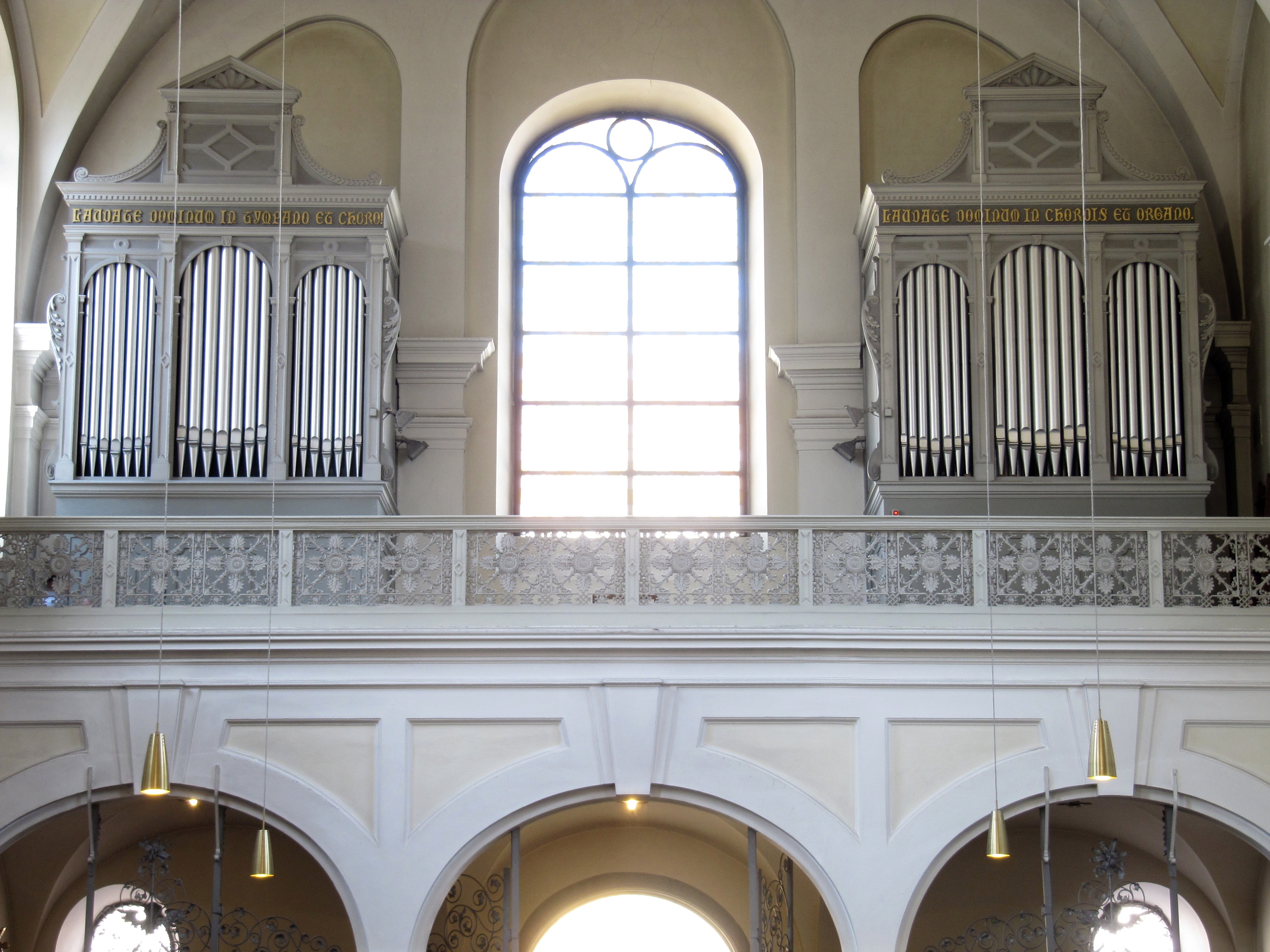
Orgel von Binder & Siemann

Auf der Empore, teilweise verdeckt durch ein Gitter, stand eine Orgel, erbaut 1902 von Binder und Siemann als Opus 119 mit 17 Registern auf zwei Manualen und Pedal. Nach Kriegsbeschädigung wurde die Orgel mit einem neuen pneumatischen Spieltisch von Eduard Hirnschrodt versehen und klanglich dem Zeitgeschmack angepasst. 1981 wurde die Orgel um zwei Pedalregister erweitert. Mit der Profanierung der Kirche 2024 wurde auch die Orgel nicht mehr benötigt, sie wird in Sandomierz weiterverwendet. Die Disposition lautet seit 1981:
| I Hauptwerk C-f3(U) |             |          |          |
| 1.                  | Bourdon     | 16′      | (S)      |
| 2.                  | Principal   | 08′      | (S)      |
| 3.                  | Gamba       | 08′      | (S)      |
| 4.                  | Gedackt     | 08′      | (S), (H) |
| 5.                  | Salicional  | 08′      | (S), (H) |
| 6.                  | Oktav       | 04′      | (S)      |
| 7.                  | Koppelflöte | 04′      | (H)      |
| 8.                  | Superoktav  | 02′      | (H)      |
| 9.                  | Mixtur IV   | 01 ⁄3′ 0 | (S), (H) |

| II Schwellwerk C-f3(U) |                   |      |          |
| 10.                    | Geigenprinzipal 0 | 8′   | (S)      |
| 11.                    | Quintatön         | 8′   | (S)      |
| 12.                    | Rohrflöte         | 4′   | (S), (H) |
| 13.                    | Flautino          | 2′   | (S), (H) |
| 14.                    | Krummhorn         | 8′ 0 | (H)      |
|                        | Tremulant         |      |          |

| Pedal C-d1(U) |                    |          |     |
| 15.           | Violonbass         | 16′      | (S) |
| 16.           | Subbass            | 16′      | (S) |
|               | Bourdon (deest)    | 16'      |     |
| 17.           | Octavbaß           | 08′      | (S) |
| 18.           | Choralbass         | 04′      | (H) |
| 19.           | Quintbass II-III 0 | 01 ⁄3′ 0 | (H) |

- Koppeln:
  - Normalkoppeln: II/I, I/P, II/P
  - Superoktavkoppeln: II/I
  - Suboktavkoppeln: II/I
- Spielhilfen: eine freie Kombination, drei Feste Kombinationen, Crescendowalze, Schwelltritt, Tutti, drei Absteller
- Anmerkungen

(S) = Register (ganz oder teilweise) von 1902 (Orgelbau Siemann)
(H) = Register (ganz oder teilweise) von 1981 (Orgelbau Hirnschrodt)
(U) = so ausgebaut und mit neuzeitlichem Spieltisch spielbar

### Glocken

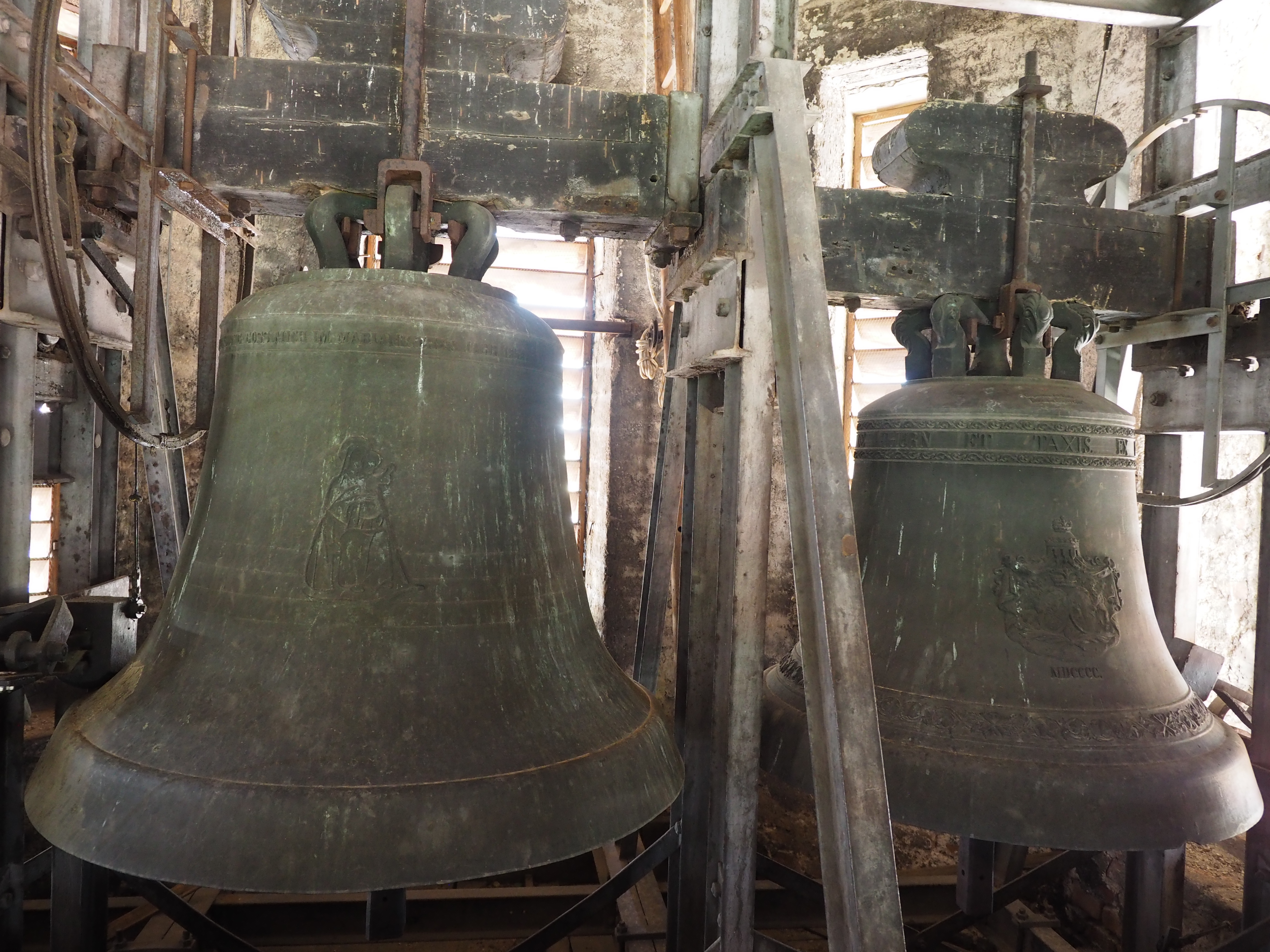
Glocken

Im Turm befinden sich drei Glocken. Nach der Stiftungszusage durch das Haus Thurn und Taxis wurden sie im Jahr 1900 von der Glockengießerei Hahn gegossen. Die Schlagtöne lauten es’–f’–as’ (Gloria-Motiv). Im Zweiten Weltkrieg wurde nur die erste Glocke eingezogen, die beiden anderen verblieben im Turm. Im „Marianischen Jahr“ 1954 wurde das Geläut durch den Zuguss der großen Glocke wieder auf die ursprüngliche Läutedisposition ergänzt. Die drei Glocken hängen an Holzjochen in einem Glockenstuhl aus Stahl. Jede wird durch eine elektrische Läutemaschine VOCO der Herforder Elektrizitätswerke (HEW Herford) zum Schwingen gebracht. Beim Viertelstundenschlag erklingt die zweite Glocke, beim Stundenschlag die Erste. Die Schlaghämmer dafür werden von der historischen, mechanischen Turmuhr der Regensburger Firma Stobel betätigt. Das mechanische Uhrwerk selbst ist nicht mehr in Betrieb. Die notwendige Steuerung erfolgt seit geraumer Zeit über einen elektronischen Zeitgeber. Nach der Sanierung des Kirchturms befinden sich die Glocken auf Wunsch des neuen Eigentümers weiterhin im Inneren.

### Männerchor
Zur feierlichen Ausgestaltung der Messen wurde kurz nach der Kirchenweihe ein Männerchor gegründet. Nach Schrumpfung der Besetzung im Zweiten Weltkrieg wurde in der Nachkriegszeit zur Verstärkung der Chorbesetzung ein Knabenchor gegründet, der wiederum später in einen reinen Männerchor mündete. Dieser Chor bereicherte unzählige gottesdienstliche Veranstaltungen. Für diesen Chor wurden Orchestermessen wie die Mariazeller Messe, Krönungsmesse, Cäcilienmesse u. a. speziell in Männerchorfassung eingerichtet und bearbeitet. Der Chor fungierte als musikalisches Aushängeschild in Kumpfmühl. 2001 wurde dem Theresienchor die Palestrina-Medaille als Auszeichnung des ACV für über 100 Jahre unterbrechungsfreie kirchenmusikalische Tätigkeit verliehen. 2014 löste sich der Theresienchor auf. Ende 2015 entstand aus ehemaligen Mitgliedern des Theresienchores das Männerensemble St. Theresia et St. Wolfgang – unter der Leitung des Kirchenmusikers der Pfarrkirche St. Wolfgang und war bis zur Profanierung zu den Hochfesten in St. Theresia und im Jahresverlauf in St. Wolfgang zu hören. Die Aktivität des Ensembles konzentriert sich seit der Profanierung auf die Wolfgangskirche.